# 仙台市消防航空隊
仙台市消防航空隊（せんだいししょうぼうこうくうたい）は、仙台市消防局の組織。若林消防署荒浜航空分署に配置されていた。2011年7月からは仙台空港を暫定的な拠点としている。なお、荒浜航空分署自体は2012年3月末に閉鎖された。

## 概要
市消防局航空隊として2機の消防防災ヘリコプターを保有・運用し、防災・救助活動などに従事している。
基地は荒浜航空分署と同所の仙台市消防ヘリポートであり、宮城県防災航空隊も同所に配備されている。宮城県防災航空隊とは連携をとっており、宮城県広域航空消防応援協定により、運航不能時の連携や隔日交替での当番対応によって24時間運航を行っている。なお、仙台市消防局は宮城県防災航空隊にも隊長として救助隊員を派遣している。

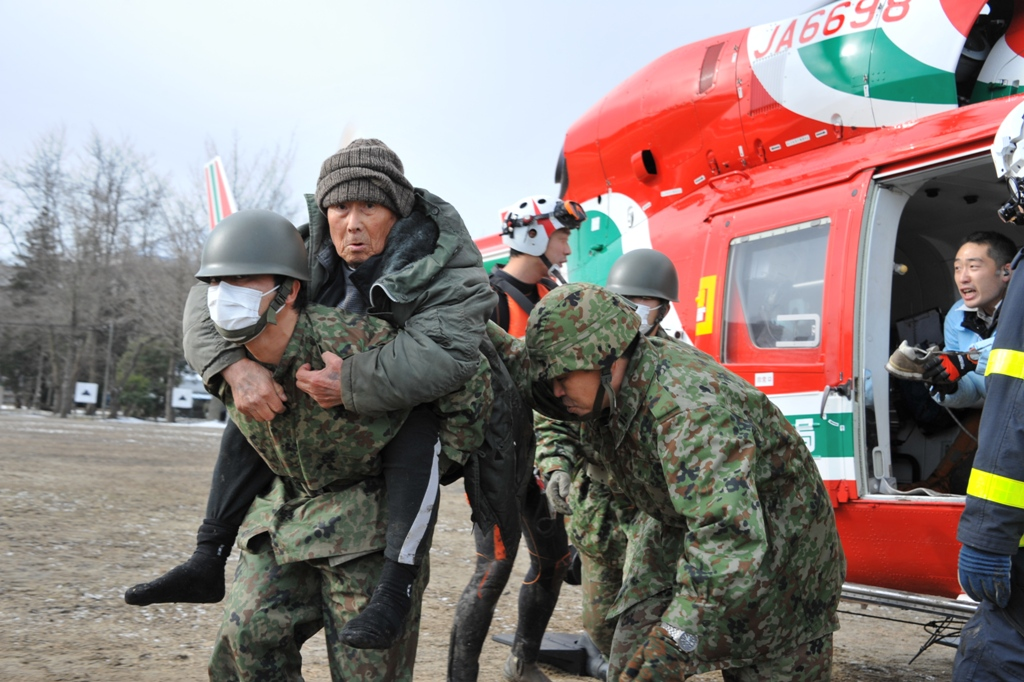
東北地方太平洋沖地震（東日本大震災）発災当日（2011年3月11日）に仙台市消防局のヘリコプターによって救助された被災者

## 沿革
泉市・宮城町・秋保町の3市町を編入合併して政令指定都市に移行した仙台市は、市域が奥羽山脈から太平洋まで及び、標高1,500mの船形山から仙台湾の大陸棚まで消防の活動範囲が広がった。また、仙台市都心部や秋保温泉などで高層ビルの建設が進んだため、従来からの消防車両では充分に対応出来ない可能性が生まれ、ヘリコプターによる消防力強化が進められた。
当初は、東北電力南仙台変電所に隣接し、東北電力とその子会社の東北エアサービスが運用している仙台ヘリポートを基地に消防ヘリを配置した。しかし同ヘリポートは、周辺の宅地化により周辺住民との間で騒音問題が既に発生しており、夜間運航を行わない取り決めがなされていたため、夜間の離着陸に必要な照明設備がなく、24時間運用が出来なかったこと、また、敷地が狭いため格納庫等の設備が既に不足していたことなどから、移転・廃止の計画があった。そのため市は、1990年（平成2年）度から新ヘリポート設置の調査を始め、2001年（平成13年）から仙台市消防ヘリポートの運用を開始した。

### 関連年表
- 1987年（昭和62年）11月1日：仙台市が宮城郡宮城町を編入合併。
- 1988年（昭和63年）03月1日：仙台市が泉市および名取郡秋保町を編入合併。
- 1989年（平成元年）04月1日：仙台市が政令指定都市に移行。
- 1992年（平成04年）11月：川崎BK117B-2を1機取得。
- 1993年（平成05年）04月1日：太白区郡山の東北電力仙台ヘリポート（北緯38度13分1.6秒 東経140度53分48.3秒 / 北緯38.217111度 東経140.896750度）を基地とし、仙台市消防航空隊を編成。
- 1995年（平成07年）01月：阪神・淡路大震災へ応援派遣。
- 2000年（平成12年）04月：北海道有珠山噴火に際し応援派遣。
- 2001年（平成13年）04月：荒浜航空分署開設、仙台市消防ヘリポート（北緯38度13分43.7秒 東経140度59分4.8秒 / 北緯38.228806度 東経140.984667度）へ移転。
- 2004年（平成16年）10月：新潟県中越地震に際し、初動対応も含めた緊急消防援助隊として応援派遣。
- 2005年（平成17年）11月：ベル 412EPを1機取得。
- 2007年（平成19年）07月：新潟県中越沖地震に緊急消防援助隊として出場する。
- 2008年（平成20年）06月：岩手・宮城内陸地震に出動。宮城県栗原市の土砂崩れ現場で活動し生存者2名を救出した[6][7]  。
- 2011年（平成23年）03月11日：東北地方太平洋沖地震に伴う東日本大震災に出動。ヘリ2機が離陸した直後にヘリポートは大津波に襲われ、壊滅的な被害を受けた。このため陸上自衛隊霞目駐屯地（北緯38度14分1.2秒 東経140度55分12.5秒 / 北緯38.233667度 東経140.920139度）を代替の基地として使用[8]。
- 2011年（平成23年）4月：ヘリ1号機を更新。ベル式412EP型2機体制となる。
- 2011年（平成23年）7月：株式会社ジャムコ格納庫の一角を借用し、仮設拠点とする。
- 2012年（平成24年）2月：アイベックス格納庫（グリーンハンガー）へ移転する。
- 2012年（平成24年）4月：荒浜航空分署を廃止して、警防部消防航空隊として組織改正される。
- 2017年（平成29年）5月：福島県浪江町林野火災に広域航空応援としてヘリを派遣する。
- 2018年（平成30年）4月1日：岩沼市空港西1-7に仙台市消防航空センターが開所。

## 機体

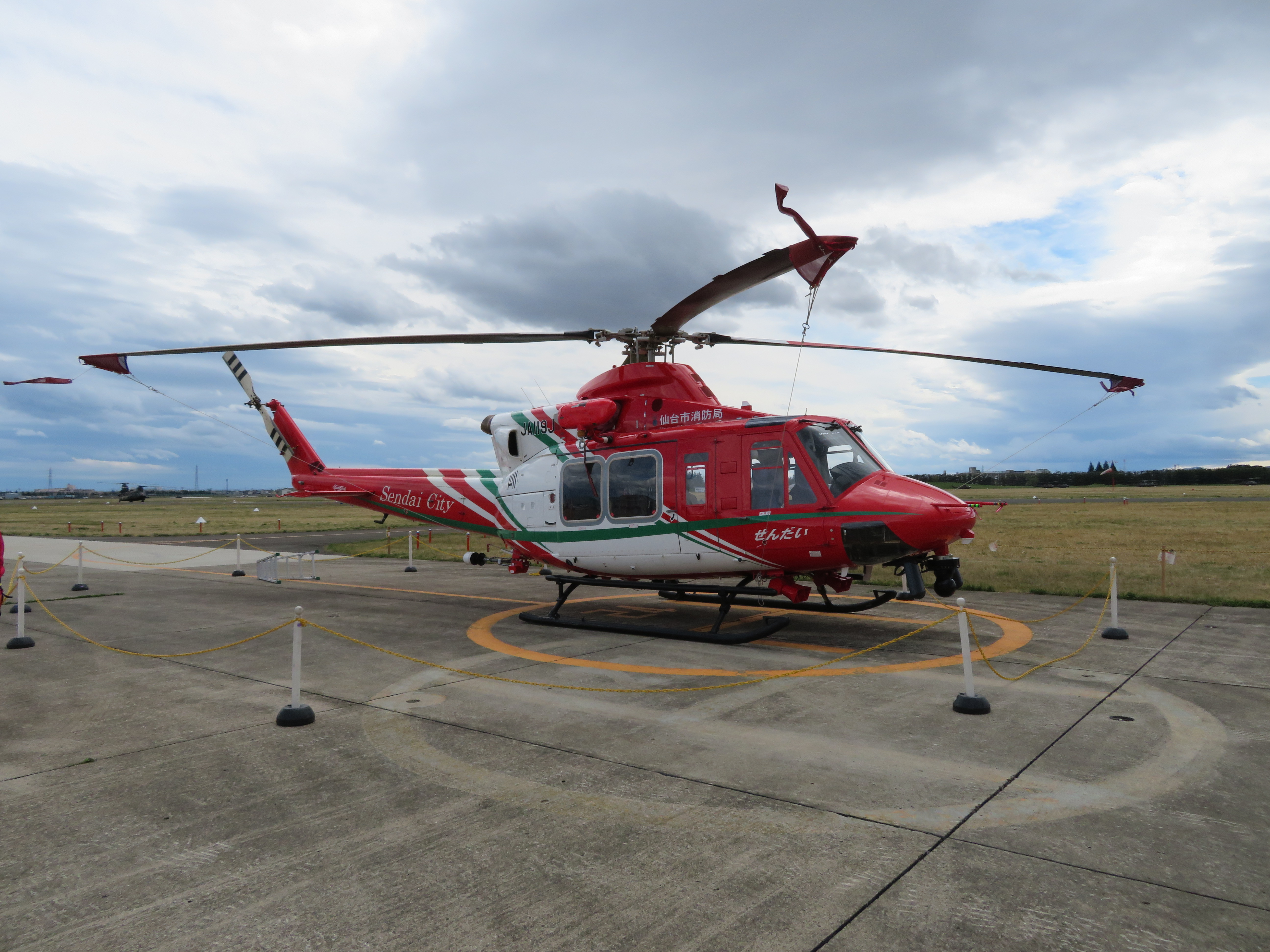
せんだい

- ベル 412EP：2007年1機取得、2011年1機取得。名称「けやき」「せんだい」